# Boulevard (album)
Pour les articles homonymes, voir Boulevard (homonymie).
Albums de St Germain
Mezzotinto
(1994) From Detroit to St Germain
(1999)
Boulevard est le premier album de St Germain, paru en 1995, dans un style plus nu jazz que son second album From Detroit To St Germain.

## Pistes
| 1.    | Deep in It                         | 7:20  |
| 2.    | Thank U Mum (4 Everything You Did) | 12:35 |
| 3.    | Street Scene (4 Shazz)             | 15:46 |
| 4.    | Easy to Remember                   | 9:41  |
| 5.    | Sentimental Mood                   | 10:20 |
| 6.    | What's New                         | 7:46  |
| 7.    | Dub Experience II                  | 3:49  |
| 8.    | Forget It                          | 7:57  |
| 75:00 |                                    |       |

## Musiciens
- Alexandre Destrez : piano
- Pascal Ohse : trompette
- Edouard Labor : saxophone
- Malik ; flute
- Miguel "Punta" Rios : percussions
- Ludovic Navarre (St Germain) : compositeur, producteur et ingénieur du son